# گلیسنو (گمینا لوبنگویتسه)
گلیسنو (به لهستانی:  Glisno) یک روستا در لهستان است که در گمینا لوبنگویتسه واقع شده‌است.